# Munidopsidae
Munidopsidae is een familie van kreeftachtigen uit de klasse van de Malacostraca (hogere kreeftachtigen).

## Geslachten
- Anoplonotus
- Bathyankyristes
- Elasmonotus A. Milne Edwards, 1880
- Galacantha A. Milne Edwards, 1880
- Galathodes
- Galathopsis
- Leiogalathea Baba, 1969
- Liogalathea
- Munidopsis Whiteaves, 1874
- Orophorhynchus
- Shinkaia Baba & Williams, 1998